# Frits Kuipers
Frederik Carel ("Frits") Kuipers  (Lent, 11 juli 1899 – Heemstede, 10 oktober 1943) was een Nederlands voetballer, roeier en medicus.

## Clubcarrière
Kuipers begon met voetballen bij Quick Nijmegen waar hij in 1915 in het eerste elftal werd opgenomen. Vanwege studieredenen kwam hij kort uit voor ASC Leiden en vanaf 1921 uit voor HFC waar hij speelde als verdediger en waarvan hij later tot lid van verdienste benoemd werd. In 1925/26 had hij het hele seizoen bij HFC nog niet gevoetbald. Kuipers kon meedoen voor Quick in een beslissingswedstrijd tegen Z.A.C. en de daarop volgende promotie/degradatiecompetitie waarin zijn oude vereniging haar status als eersteklasser diende te verdedigen. Quick degradeerde echter. In het seizoen 1927/28 kwam hij voor het laatst regelmatig uit. Incidenteel speelde hij daarna ook nog weleens voor HFC. Zijn laatste wedstrijd speelde hij op 13 maart 1932 in de promotie/degradatiecompetitie tegen DHC.

## Vertegenwoordigend voetbal
Kuipers speelde tussen 1920 en 1923 vijf keer voor het Nederlands voetbalelftal. Hij vertegenwoordigde Nederland op de Olympische Zomerspelen van 1920 en won daarbij de bronzen medaille. In zijn vijfde en laatste interland, thuis tegen Frankrijk, was hij aanvoerder.
| Nr. | Datum            | Locatie                | Thuisploeg | Uitploeg  | Uitslag | Dp. | Verslag |
| --- | ---------------- | ---------------------- | ---------- | --------- | ------- | --- | ------- |
| 49. | 28 augustus 1920 | Dudenpark, Brussel     | Nederland  | Luxemburg | 3-0     | -   |         |
| 50. | 29 augustus 1920 | 't Kiel, Antwerpen     | Nederland  | Zweden    | 5-4     | -   |         |
| 51. | 31 augustus 1920 | 't Kiel, Antwerpen     | België     | Nederland | 3-0     |     |         |
| 52. | 5 september 1920 | 't Kiel, Antwerpen     | Nederland  | Spanje    | 1-3     |     |         |
| 62. | 2 april 1923     | Het Stadion, Amsterdam | Nederland  | Frankrijk | 8-1     | -   |         |

Kuipers kwam eenmaal uit voor het elftal van De Zwaluwen, althans een studentenelftal samengesteld door de Zwaluwen. Op 22 april 1922 op het H.V.V.-terrein was hij de spil in een  ploeg die met 3-5 verloor tegen de Engelse amateurs van Corinthians.

## Privéleven
Kuipers was de zoon van Frederik Carel Kuipers en Johanna Cornelia André de La Porte. Op 13 juni 1895 waren zijn ouders in Arnhem in het huwelijk getreden. De vader van Kuipers was arts te Lent en overleed op 26 november 1926 te Heemstede. De moeder van Kuipers overleed op 12 februari 1945 te Haarlem. Kuipers studeerde geneeskunde aan de Universiteit van Amsterdam. Op 22 september 1925 trouwde Kuipers te Velsen met de 28-jarige Ida Catharina Nije. Het huwelijk duurde niet lang en eindigde in een echtscheiding op 21 februari 1933. Op 17 december 1926 werd uit het huwelijk een zoon geboren, eveneens Frederik Carel (Frits) geheten, op 10 april 1928 gevolgd door een dochter, Ida Alberdina.  Op 24 juni 1932 promoveerde Kuipers in Amsterdam op het proefschrift Over Haemochromatosis met hepatocerebrale degeneratie. Kuipers kwam in 1943 om het leven bij een ongeluk bij een onbewaakte spoorwegovergang ter hoogte van de Manpadslaan te Heemstede. De daaropvolgende woensdag werd Kuipers begraven op de Algemeene Begraafplaats te Heemstede. Zijn dochter Ida Alberdina overleed in november 1943. 
Zijn zoon Frederik Carel studeerde geneeskunde in Leiden en trad op 29 januari 1953 in het huwelijk met Maria Louisa van de Moer ( overleden 22 mei 2006). Uit het huwelijk kwamen 4 kinderen. Kuipers promoveerde op 11 mei 1960 op het proefschrift Over Osteomyeloreticulose tot Dr in de geneeskunde. Na enige tijd als patholoog anatoom werkzaam geweest te zijn in Rotterdam werd hij in 1969 benoemd tot directeur van het streeklaboratorium in Twente. Hij overleed op 8 maart 2021 in Arnhem.

## Maatschappelijk
Kuipers vestigde zich als arts in Haarlem. Aanvankelijk was hij verbonden aan het St. Elisabeth's Gasthuis. Niet lang na zijn huwelijk had hij jarenlang een praktijk aan de Wagenweg 22 te Haarlem. Met ingang van 4 april 1936 werd de praktijk verplaatst naar de Wagenweg 16. Van 23 februari 1926 tot en met 24 juni 1936 was Kuipers tevens geneeskundige bij de gemeentelijke geneeskundige dienst. Op eigen verzoek werd hem ontslag verleend.

## Andere sporten
Hij roeide bij ASR Nereus en won in 1919 en 1921 de Varsity. In 1922 won hij ook de Koninklijke Holland Beker in de twee zonder, samen met Jos Dirken.